# CCL3
CCL3 (англ. C-C motif chemokine ligand 3) – білок, який кодується однойменним геном, розташованим у людей на короткому плечі 17-ї хромосоми. Довжина поліпептидного ланцюга білка становить 92 амінокислот, а молекулярна маса — 10 085.
| 10         |  | 20         |  | 30         |  | 40         |  | 50         |
| ---------- |  | ---------- |  | ---------- |  | ---------- |  | ---------- |
| MQVSTAALAV |  | LLCTMALCNQ |  | FSASLAADTP |  | TACCFSYTSR |  | QIPQNFIADY |
| FETSSQCSKP |  | GVIFLTKRSR |  | QVCADPSEEW |  | VQKYVSDLEL |  | SA         |

A: Аланін

C: Цистеїн

D: Аспарагінова кислота

E: Глутамінова кислота

F: Фенілаланін

G: Гліцин

I: Ізолейцин

K: Лізин

L: Лейцин

M: Метіонін

N: Аспарагін

P: Пролін

Q: Глутамін

R: Аргінін

S: Серин

T: Треонін

V: Валін

W: Триптофан

Кодований геном білок за функцією належить до цитокінів. 
Задіяний у таких біологічних процесах, як запальна відповідь, хемотаксис. 
Секретований назовні.